# Уеле
Уеле (фр. Uele) — річка в Центральній Африці, на півночі Демократичної Республіки Конго. Довжина близько 1 130 км. Бере початок в Синіх горах, на захід від озера Альберт, недалеко від кордону з Суданом. У верхів'ях називається Кібала. Тече серед тропічних лісів і саван; порожиста, несудноплавна. Зливаючись з річкою Мбому, утворює річку Убангі.